# Angelo Ramazzotti
Pour les articles homonymes, voir Ramazzotti.
 Angelo Ramazzotti (né le 3 août 1800 à Milan et mort le 24 septembre 1861 à Crespano del Grappa) est un cardinal italien du XIXe siècle. Le 16 décembre 2015, il est déclaré vénérable par le pape François.

## Biographie
Angelo Francesco Ramazzotti naît le 3 août 1800, cadet de deux fils, dans une famille milanaise, fils de Giuseppe Ramazzotti et de son épouse, née Giulia Maderna. Il reçoit la confirmation en octobre 1806 et les années suivantes se sent appelé à la prêtrise. Il étudie à Pavie où il devient docteur en droit canon et en droit civil, le 10 août 1823. Il pratique le droit jusqu'en 1826, date à laquelle il entre au séminaire.
Il reçoit les ordres mineurs le 2 décembre 1826 et le 21 décembre 1827, puis le sous-diaconat le 14 mars 1829 et le diaconat le 4 avril 1829. Il est ordonné prêtre le 13 juin 1829. Il entre ensuite dans la congrégation des missionnaires oblats de Rho et travaille à Milan et à Côme. Il est supérieur général de sa congrégation trois fois de suite. Angelo Ramazzotti est nommé évêque de Pavie en 1850 et consacré à l'église San Carlo al Corso le 30 juin 1850 ; il est installé le 20 septembre suivant. Il se dévoue à plusieurs œuvres de charité et se soucie du sort de ses ouailles les plus pauvres. Il visite souvent les malades à l'hôpital et fonde des orphelinats et institutions pour l'enfance délaissée.
Le 31 juillet 1950, il fonde l'Institut des missions étrangères en l'église Saint-François de Saronno, lequel sera transféré à Milan et fusionnera plus tard avec celui de Rome. Angelo Ramazzotti est promu patriarche de Venise en 1858. Le pape Pie IX veut le créer cardinal au consistoire du 27 septembre 1861, mais il meurt trois jours avant, le 24 septembre, d'une angine de poitrine à Crespano del Grappa où il se soignait. Ses funérailles sont célébrées par saint Jean-Antoine Farina et il est inhumé à la basilique Saint-Marc. Ses cendres sont transférées à Milan le 3 mars 1957, la cérémonie étant présidée par deux futurs papes, le cardinal Roncalli et le cardinal Montini.
Son procès en béatification est ouvert en 1978.

## Succession apostolique
Angelo Ramazzotti a ordonné les évêques suivants :
- Évêque Paškal Vujičić (de), O.F.M.Obs. (1858)
- Évêque Camillo Benzon (1859)